# Polypedates zhaojuensis
Polypedates zhaojuensis é uma espécie de anfíbio da família Rhacophoridae.
É endémica da China.
Os seus habitats naturais são: florestas temperadas, regiões subtropicais ou tropicais húmidas de alta altitude, matagal húmido tropical ou subtropical, marismas de água doce e marismas intermitentes de água doce.
Está ameaçada por perda de habitat.